# Richard Rohr
Richard Rohr, OFM, (nascido em 1943) é um autor americano, escritor de espiritualidade, e frade franciscano baseado em Albuquerque, Novo México. Foi ordenado sacerdote na Igreja Católica Romana em 1970. Ele foi chamado de "um dos autores e oradores mais populares da espiritualidade no mundo".

## Vida e ministério
Rohr nasceu no Kansas em 1943. Ele obteve seu mestrado em teologia em 1970 pela Universidade de Dayton. Entrou para os Franciscanos em 1961 e foi ordenado sacerdote em 1970. Ele se tornou fundador da New Jerusalem Community ("Comunidade de Nova Jerusalém") em Cincinnati, Ohio, em 1971 e do Center for Action and Contemplation (CAC. "Centro de Ação e Contemplação") em Albuquerque, Novo México, em 1986 onde atua como fundador diretor e reitor acadêmico da Living School for Action and Contemplation ("Escola Viva de Ação e Contemplação"). O currículo da escola de Rohr é baseado em sete temas desenvolvidos por Rohr e explorados em seu livro Yes, And....
Em seu livro de 2016, The Divine Dance, Rohr sugere que a abordagem hierárquica de cima para baixo do cristianismo ocidental desde Constantino reteve tradições ecumênicas por séculos, e que o futuro das pessoas de fé terá que despertar para uma abordagem de baixo para cima. Rohr mantém o que ele chamaria de posições proféticas, na "extremidade do interior" de uma igreja que ele vê como falhando em transformar as pessoas, e cada vez mais tão irrelevante. Numa crítica a Rohr publicada na New Oxford Review, o padre Bryce Sibley escreve que Rohr afirma que Deus mantém o masculino e o feminino unidos em vez de um pensamento dualista ou binário e critica os rituais religiosos ecumênicos que se concentram nas regras e não na centralidade primordial do relacionamento com Deus e com o próximo.
Em 2000, Rohr endossou publicamente a Soulforce, uma organização que desafia a opressão LGBTQ baseada na religião por meio de protestos não violentos. Em um ensaio de 1999, e posteriormente, Rohr acolhe e afirma o amor de Deus pelas pessoas LGBTQ, enfatizando que Deus pede para as pessoas nos relacionamentos homossexuais o mesmo que Deus pede para os heterossexuais: "verdade, fidelidade e esforço para entrar em convênios de perdão contínuo um do outro".
Em seus ensinamentos sobre as Escrituras, como em seu livro Things Hidden, Rohr descreve o registro bíblico como um relato humano da experiência em evolução da humanidade com Deus, "a palavra de Deus nas palavras das pessoas". O livro Immortal Diamond: The Search for Our True Self sugere que a morte e ressurreição de Jesus são um padrão arquetípico para o movimento do indivíduo de "falso eu" para "verdadeiro eu", de "quem você pensa que é" para "quem você é em Deus". O livro de Rohr de 2014, Eager to Love, explora os principais temas da espiritualidade franciscana, que ele vê como uma "terceira via" entre a ortodoxia tradicional e a heresia, uma maneira de focar no Evangelho, na justiça e na compaixão.
Rohr enfatiza a "ortodoxia alternativa", uma frase que a tradição franciscana aplicou a si mesma, referindo-se ao foco na "ortopráxis" - uma crença de que estilo de vida e prática são muito mais importantes do que a mera ortodoxia verbal, que por si só é muito esquecida na pregação católica hoje. A Tradição Perene, ou Filosofia Perene, forma a base de grande parte dos ensinamentos de Rohr; a mensagem essencial de seu trabalho se concentra na união da Realidade Divina com todas as coisas, no potencial humano e no desejo por essa união. Rohr e outros líderes espirituais do século XXI exploram a Tradição Perene na edição da publicação Oneing, do Centro de Ação e Contemplação. Algumas de suas opiniões foram criticadas como fora dos limites da ortodoxia, como em uma resenha de seu livro The Divine Dance pelo teólogo evangélico Fred Sanders no site The Gospel Coalition e pela Aquinas & More Catholic Goods, que se recusa a carregar seus livros. As influências em Rohr fora das fontes cristãs incluem budismo e hinduísmo, Gandhi, Carl Jung, Dinâmica em Espiral e teoria integral.

## Obras publicadas

### Não  ficção
- Wild Man's Journey: Reflections on Male Spirituality (Saint Anthony Messenger Press, ISBN 0-86716-279-1, 1986; Revised edition 1996)
- Why Be Catholic?: Understanding Our Experience and Tradition (with Joseph Martos) (Saint Anthony Messenger Press, 1989) ISBN 978-0-86716-101-4
- Simplicity, Revised & Updated: The Freedom of Letting Go (1991, reissued by Crossroad Publishing Co, U.S.; 2nd New edition of Revised edition, 2004) ISBN 978-0-8245-2115-8
- Near Occasions of Grace (Orbis Books (USA), 1993) ISBN 978-0-88344-852-6
- Quest for the Grail: Soul Work and the Sacred Journey (1994, reissued by Crossroad Publishing Co, U.S.; New edition, 1997) ISBN 978-0-8245-1654-3
- The Enneagram: A Christian Perspective (with Andreas Ebert) (1995, reissued by Crossroad Publishing Co, U.S., 2002) ISBN 978-0-8245-1950-6
- Jesus' Plan for a New World: The Sermon on the Mount (with J. Feister) (St Anthony Messenger Press, 1996) ISBN 978-0-86716-203-5
- Radical Grace: Daily Meditations (with John Bookser Feister, Editor) (1993, reissued by St Anthony Messenger Press, 1996) ISBN 978-0-86716-257-8
- Job & the Mystery of Suffering (1996, reissued by Gracewing, 2006) ISBN 978-0-85244-308-8
- The Good News According to Luke: Spiritual Reflections  (Crossroad Publishing Co, U.S., 1997) ISBN 978-0-8245-1490-7
- Hope Against Darkness: The Transforming Vision of Saint Francis in a  (St Anthony Messenger Press, 2001) ISBN 978-0-86716-440-4
- Everything Belongs: The Gift of Contemplative Prayer (Crossroad Publishing Co, U.S.; 2nd Revised edition, 2003) ISBN 978-0-8245-1995-7
- Adam's Return: The Five Promises of Male Initiation (Crossroad Publishing Co, U.S., 2004) ISBN 978-0-8245-2280-3
- Soul Brothers: Men in the Bible Speak to Men Today (with art by Louis S. Glanzman) (Orbis Books (USA), 2004) ISBN 978-1-57075-534-7
- From Wild Man to Wise Man: Reflections on Male Spirituality (with Joseph Martos) (St Anthony Messenger Press, 2005) ISBN 978-0-86716-740-5
- Things Hidden: Scripture as Spirituality (Saint Anthony Messenger Press, 2008) ISBN 978-0-86716-659-0
- Preparing for Christmas: Daily Meditations for Advent (Franciscan Media, 2008) ISBN 978-1-61636-478-6
- The Naked Now: Learning to See as the Mystics See (The Crossroad Publishing Company, 2009) ISBN 978-0-8245-2543-9 [29]
- Wondrous Encounters: Scripture for Lent (Saint Anthony Messenger Press, 2010) ISBN 978-0-86716-987-4
- A Lever and a Place to Stand: The Contemplative Stance, the Active Prayer (Paulist Press, 2010) ISBN 978-1-58768-064-9
- Breathing Under Water: Spirituality and the Twelve Steps (Saint Anthony Messenger Press, 2011) ISBN 978-1-61636-157-0
- Falling Upward: A Spirituality for the Two Halves of Life (Jossey-Bass, 2011) ISBN 978-0-470-90775-7
- A Companion Journal to Falling Upward: A Spirituality for the Two Halves of Life (Jossey-Bass, 2013) ISBN 978-1-118-42856-6
- Immortal Diamond: The Search for Our True Self (Jossey-Bass, 2013) ISBN 978-1-1183-0359-7 [30]
- Yes, And...: Daily Meditations (Franciscan Media, 2013) ISBN 978-1-61636-644-5
- Silent Compassion: Finding God in Contemplation (Franciscan Media, 2014) ISBN 978-1-61636-757-2
- Eager to Love: The Alternative Way of Francis of Assisi (Franciscan Media, 2014) ISBN 978-161636-701-5
- What the Mystics Know: Seven Pathways to Your Deeper Self (The Crossroad Publishing Company, 2015) ISBN 978-0824520397
- A Spring Within Us: Daily Meditations (Center for Action and Contemplation, 2016) ISBN 978-1-62305-037-5
- The Divine Dance: The Trinity and Your Transformation with Mike Morrell (Whitaker, 2016) ISBN 978-1629117294 [31]
- Just This: Prompts and Practices for Contemplation (Center for Action and Contemplation, 2017)
- The Universal Christ: How a Forgotten Reality Can Change Everything We See, Hope For and Believe (Convergent Books, 2019) ISBN 9780281078622

## Contribuições
- Foreword in Roots of Violence in the U.S. Culture: A Diagnosis Towards Healing by Richard Alain (Blue Dolphin Publishing, 1999) ISBN 978-1-57733-043-1
- Foreword in Meal Stories: The Gospel of Our Lives by Kathleen Casey (Thomas More Association, 2000) ISBN 978-0-88347-495-2
- The Franciscan Opinion in Stricken by God? Nonviolent Identification and the Victory of Christ, ed. by Brad Jersak and Michael Hardin (William B. Eerdmans Publishing Co., 2008) ISBN 978-0-8028-6287-7)
- 25 Books Every Christian Should Read, Julia L. Roller, ed. (HarperCollins Publishers Inc., 2011) ISBN 9780062098665
- Hungry, and You Fed Me: Homilies and Reflections for Cycle C, Jim Knipper, ed. (Clear Faith Publishing, 2012)
- God for Us: Rediscovering the Meaning of Lent and Easter, Greg Pennoyer, ed. (Paraclete Press, 2013) ISBN 978-1612613796
- Naked, and You Clothed Me: Homilies and Reflections for Cycle A, Jim Knipper, ed. (Clear Faith Publishing, 2013)
- Sick, and You Cared for Me: Homilies and Reflections for Cycle B, Jim Knipper, ed. (Clear Faith Publishing, 2014)
- "Sadness" in The Yale Journal for Humanities in Medicine, (October 11, 2004).[32]